# ياكيرة كبيرة
ياكيرة كبيرة (الاسم العلمي:Yakirra majuscula) هي نوع من النباتات تتبع جنس الياكيرة من الفصيلة النجيلية.